# Geoffroy Velten
Pour les articles homonymes, voir Velten (homonymie).
Geoffroy (aussi orthographié Godfried ou Geofroid) Velten, né le 10 septembre 1831 à Brumath et décédé le 21 septembre 1915 à Paris, est un homme d'affaires et homme politique d'origine luthérienne et alsacienne, installé à Marseille. Il est cofondateur du journal La Jeune République, première version du Petit Provençal, et sénateur.

## Biographie
Il est le fils de Geofroid Velten (1806-1869), brasseur à Brumath, et d'Anne-Marie Strohl (1807-1885), originaire de Schweighouse près d'Haguenau, et également petit-fils et arrière-petit-fils d'une lignée de brasseurs alsaciens. 
Des études à l'école supérieure de Brumath lui permettent de devenir bachelier ès sciences en 1846. En 1848, il s'installe à Marseille, où il travaille dans l'entreprise de son oncle, Jean-Jacques Velten (1802-1870), négociant et brasseur dans cette ville. Il épouse, le 5 septembre 1857 à Marseille, sa cousine Marie-Adèle Velten, fille de son oncle Jean-Jacques. En 1861, Geoffroy Velten fonde son propre établissement qui va être à l'origine des Brasseries de la Méditerranée. En 1890, sa brasserie dispose d'une capacité de production de 25 000 hL de bière. Il fabrique également de la glace pour les navires de commerce et installe la première malterie pneumatique de France. Toutefois, en 1881, il revend son entreprise et se consacre à la politique.
À l'instar de certains protestants réformés, il est, sous le Second Empire, républicain militant. Il soutient les candidatures de Gambetta en 1868 et d'Esquivos en 1869.
En 1870, il crée une caisse de secours destinée aux familles des soldats mobilisés par la guerre franco-prussienne, qu'il s'engage à alimenter à hauteur de 1 000 francs par mois durant la durée du conflit et fait don de deux mitrailleuses pour la défense nationale. 
Il est cofondateur de la société d'Alsace-Lorraine en 1871, et en assure la vice-présidence jusqu'en 1877. 
Geoffroy Velten finance les journaux républicains marseillais et participe, en 1876 et avec Clovis Hugues, à la création de La Jeune République, première version du Petit Provençal (1880). En juillet 1880, il fonde Les Pionniers de l'avenir, une organisation de jeunesse à visées patriotique et militaire. 
Il est conseiller municipal de Marseille en 1874-75. En 1880, il est élu au conseil général, puis devient sénateur des Bouches-du-Rhône, élu sur la liste des Républicains le 25 janvier 1885, où il succède à Eugène Pelletan. Il est réélu le 7 janvier 1894 comme représentant du parti républicain radical. Il entame un troisième mandat le 4 janvier 1903, inscrit dans les rangs de la Gauche démocratique. À la fin de son mandat, le 6 janvier 1912, il ne se représente pas. Geoffroy Velten, comme beaucoup de réformés, vote la loi sur la laïcité de 1905. Il prend part au débat sur le tarif général des douanes, défend les intérêts de ses électeurs.
Geoffroy Velten est nommé chevalier de la Légion d'honneur en 1881, puis officier en 1885, en distinction de son dévouement pour les blessés de la guerre de 1870 et pour son action lors de l'épidémie de choléra qui sévit à Marseille. 
Il existe une place Geoffroy Velten à Brumath, là où se situe sa maison natale, l'ancienne brasserie familiale.